# Hybos henanensis
Hybos henanensis är en tvåvingeart som beskrevs av Yang och Wang 1998. Hybos henanensis ingår i släktet Hybos och familjen puckeldansflugor. Inga underarter finns listade i Catalogue of Life.